# Caucaia EC
Der Caucaia Esporte Clube, in der Regel nur kurz Caucaia genannt, ist ein Fußballverein aus Caucaia im brasilianischen Bundesstaat Ceará.
Aktuell spielt der Verein in der vierten brasilianischen Liga, der Série D.

## Erfolge
Männer:
- Staatsmeisterschaft von Ceará – 3rd Division: 2009
- Staatspokal von Ceará: 2019

Frauen:
- Staatsmeisterschaft von Ceará: 2008, 2009, 2011, 2012, 2013, 2015

## Stadion
Der Verein trägt seine Heimspiele im Estádio Raimundo de Oliveira, auch unter dem Namen Raimundão bekannt, in Caucaia aus. Das Stadion hat ein Fassungsvermögen von 7800 Personen.

## Trainerchronik
Stand: 27. Juni 2021
| Trainer            | Nation    | von               | bis              |
| ------------------ | --------- | ----------------- | ---------------- |
| Marcinho Guerreiro | Brasilien | 11. November 2019 | 1. Mai 2020      |
| Luan Carlos        | Brasilien | 3. Februar 2020   | 13. Februar 2020 |
| Vladimir de Jesus  | Brasilien | 26. Januar 2021   | 27. Februar 2021 |
| Éderson Araújo     | Brasilien | 4. Juni 2021      | heute            |